# Meshkīnābād
Meshkīnābād (persiska: مشکین آباد) är en ort i Iran.   Den ligger i provinsen Qazvin, i den nordvästra delen av landet, 160 km nordväst om huvudstaden Teheran. Meshkīnābād ligger 1 423 meter över havet och antalet invånare är 400.
Terrängen runt Meshkīnābād är platt åt sydväst, men åt nordost är den kuperad. Terrängen runt Meshkīnābād sluttar söderut.Runt Meshkīnābād är det ganska tätbefolkat, med 108 invånare per kvadratkilometer. Närmaste större samhälle är Qazvin, 14,6 km sydost om Meshkīnābād. Trakten runt Meshkīnābād består i huvudsak av gräsmarker.